# جورج بيركلي

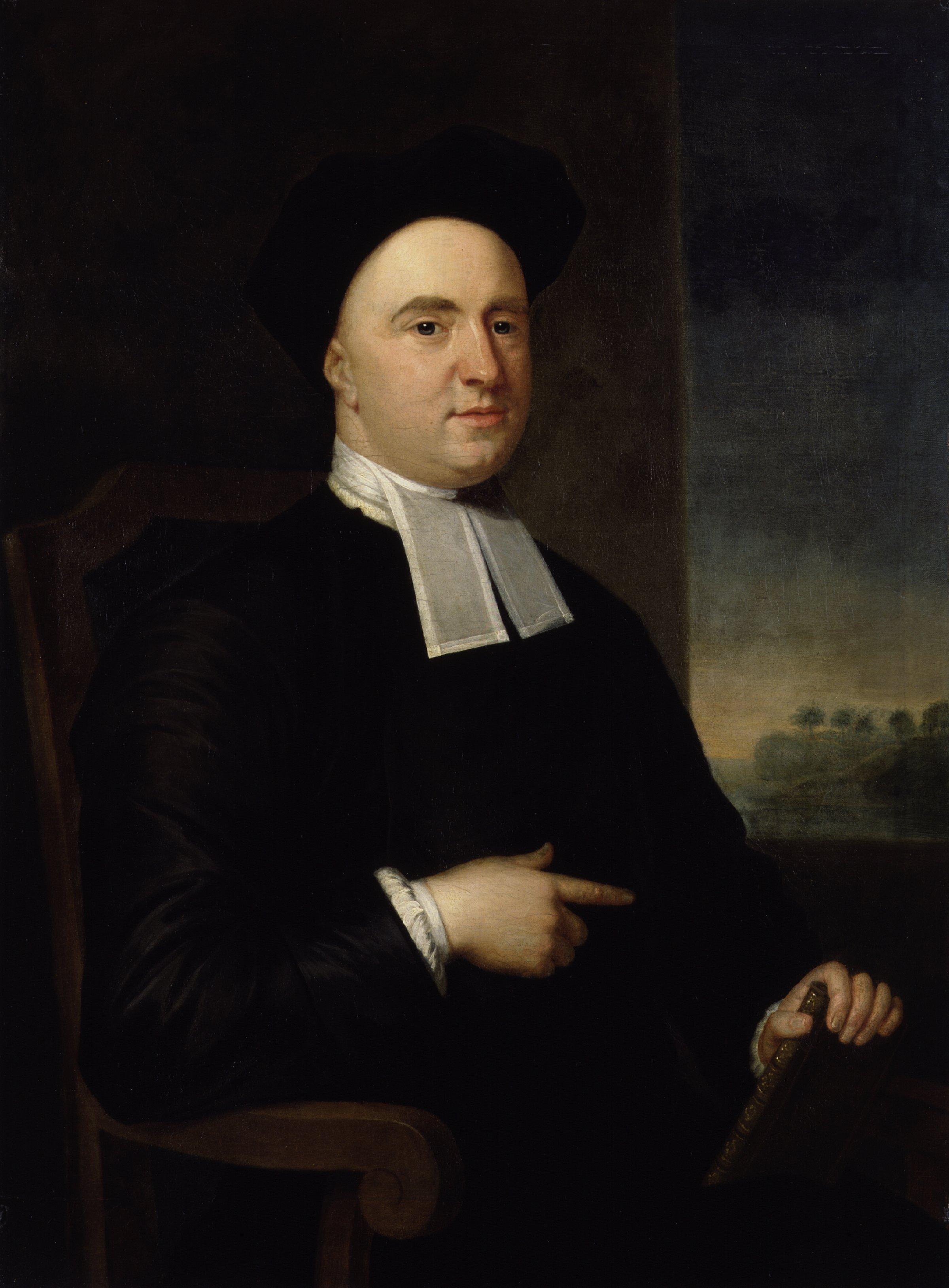
جورج بيركلي

جورج باركلي (بالإنجليزية: George Berkeley)‏ (12 مارس 1685 - 14 يناير 1753) الشهير بلقب «الأسقف باركلي» (أسقف كلوين)، فيلسوف أيرلندي كان إنجازه الرئيسي تطوير نظرية أطلق عليها اسم «اللامادية» (أشار إليها آخرون فيما بعد باسم «المثالية الذاتية»). تنكر هذه النظرية وجود الجوهر المادي، إذ تؤكد بدلًا من ذلك على أن الموجودات المألوفة -مثل الطاولات والكراسي- ما هي إلا أفكار في عقول من يدركونها حسيًا، وبالتالي فليس بإمكانها أن توجد دون أن تُدرَك. يُعرف باركلي كذلك بنقده للتجريد، وكان يتخذ ذلك مقدمةً منطقيةً هامةً في مناقشته لصالح اللامادية.
يتشارك باركلي في التهجئة الإنجليزية لاسمه مع مدينة بيركلي في ولاية كاليفورنيا (سُميت تيمنًا به)، التي تشتهر بوجود «جامعة كاليفورنيا، بيركلي» فيها، مع أخذ الاختلاف الطفيف في اللفظ بينهما بعين الاعتبار: (الطريقة الدقيقة للفظ اسمه هي «باركليه - Barclay»).
في عام 1709، نشر باركلي أول أعماله الرئيسية «مقال نحو نظرية جديدة للإبصار» الذي ناقش فيه حدود الإبصار البشري وقدّم النظرية التي تقول إن المدرَكات الحقيقية للبصر ليست العناصر المادية، بل الضوء واللون. ومهّد هذا المبدأ لعمله الفلسفي الرئيسي الأكبر «بحث في مبادئ المعرفة الإنسانية» المنشور في عام 1710، والذي أعاد كتابته -عقب ما لاقاه من سوء تلقٍ- على شكل حوار نشره تحت عنوان «المحاورات الثلاث بين هيلاس وفيلونوس» في عام 1713.
في هذا الكتاب، قُدمت آراء باركلي على لسان شخصية فيلونوس (الذي يعني اسمه اليوناني «مُحب العقل»)، بينما جسّد هيلاس (الذي يعني اسمه اليوناني «المادة») مناوئي المفكر الأيرلندي، ومن بينهم جون لوك على وجه الخصوص. جادل باركلي ضد مبدأ الفضاء والزمن والحركة المطلقة لإسحاق نيوتن في عمله المعنون «في الحركة»، المنشور عام 1721، وكانت الحجج الواردة فيه حجر أساس مهّد لآراء ماخ وأينشتاين. وفي عام 1732، نشر كتاب «السيفرون: أو الفيلسوف الصغير»، وهو دفاع تبريري مسيحي في وجه المفكرين الأحرار. ثم نشر في عام 1734 كتاب «المحلل» الذي كان بمثابة نقد لأسس حساب التفاضل والتكامل، وكان له تأثير في تطور الرياضيات.
ويستهلّ باركلي آخر أعماله الفلسفية الرئيسية «سيريس» (1744)، بالدفاع عن الاستخدام الدوائي لماء القطران، ثم يتابع ليناقش سلسلة واسعة من المواضيع تتراوح بين العلوم والفلسفة والإلهيات. تزايد الاهتمام بأعمال باركلي بعد الحرب العالمية الثانية لأنه تطرق إلى العديد من القضايا ذات الأهمية العالية بالنسبة إلى الفلسفة في القرن العشرين، مثل مشاكل الإدراك الحسي والفرق بين الخصائص الأولية والثانوية وأهمية اللغة.

## سيرته

### أيرلندا
وُلد باركلي في مسكن عائلته، قلعة ديسارت، الواقعة قرب توماستاون في مقاطعة كيلكيني بأيرلندا، وكان الابن البكر لويليام باركلي، سليل عائلة باركلي النبيلة. المعلومات المتوفرة عن والدته شحيحة. وقد تلقى باركلي تعليمه في مدرسة كيلكيني الثانوية ثم ارتاد كلية الثالوث في دبلن، حيث اختير ليحوز على منحة دراسية في عام 1702، فحصل على درجة البكالوريوس في عام 1704 ثم أتم درجة الماجستير في عام 1707. وبقي في كلية الثالوث بعد حصوله على الشهادة، فعمل فيها مدرسًا ومحاضرًا في اللغة اليونانية.
كانت أولى منشوراته تدور حول الرياضيات، لكنّ أول عمل لفت الانتباه إليه كان مؤلَفه المعنون «مقال نحو نظرية جديدة للإبصار» الذي نُشر لأول مرة عام 1709. يبحث باركلي في المقال المفاهيم البصرية المتعلقة بالمسافة والمدى والموضع، ومشاكل الرؤية واللمس. ورغم أن هذا العمل قد أثار جدلًا كبيرًا آنذاك، فإن الاستنتاجات التي توصل إليها مقبولة اليوم بوصفها جزءًا راسخًا من نظرية البصريات.
وكان المؤلَف الثاني الذي قام بنشره هو «بحث في مبادئ المعرفة الإنسانية» في عام 1710، الذي لاقى نجاحًا عظيمًا ومنحه سمعةً ما تزال باقية إلى يومنا هذا، بالرغم من أن قلة من الناس هم من تقبلوا نظريته التي تقول «لا شيء يوجد خارج العقل». تبع ذلك عام 1713 عمله المعنون «المحاورات الثلاث بين هيلاس وفيلونوس» وفيه قدّم لمنظومته الفلسفية التي يقول مبدؤها الأساسي إن العالم -كما يتمثل لحواسنا- يعتمد من أجل وجوده على أن يُدرَك.
في ما يتعلق بهذه النظرية، فإن «بحث في مبادئ المعرفة الإنسانية» يطرح شرحًا لها بينما يقدم «المحاورات الثلاث بين هيلاس وفيلونوس» دفاعًا عنها، وكان التصدي للمادية السائدة في عصر باركلي أحد أهدافه الرئيسية. ولقد قوبلت النظرية بالسخرية على نطاق واسع، في حين أن أشخاصًا -مثل صموئيل كلارك وويليام ويستون اللذين أقرا بما يملكه باركلي من «عبقرية استثنائية»- كانوا مقتنعين مع ذلك بخطأ مبادئه الأولى.

### إنجلترا وأوروبا
بعد ذلك بوقت قصير، زار باركلي إنجلترا واستُقبل داخل دائرة أديسون وبوب وستيل الاجتماعية. في الفترة التي امتدت بين عامي 1714 و1720، تخللت مساعيه الأكاديمية فتراتٌ من التنقل الموسع ضمن أوروبا، شملت واحدة من أوسع رحلات الـ «غراند تور» في أنحاء إيطاليا على الإطلاق. في عام 1721، رُسِّم برتب كهنوتية في كنيسة أيرلندا إذ نال درجة الدكتوراه في اللاهوت، واختار مرة أخرى أن يبقى في كلية الثالوث في دبلن محاضرًا هذه المرة في اللاهوت واللغة العبرية. وفي النصف الثاني من عام 1721 عُيّن كبير كهنة دورمور، ثم كبير كهنة ديري في عام 1724.
في عام 1723، عقب شجارها العنيف مع جوناثان سويفت، الذي كان صديقها الحميم لسنوات، سمّت استير فانهورميغ (التي ابتكر لها سويفت اسم «فانيسا» المستعار) باركلي وارثًا لها إلى جانب محامي القضاء العالي روبرت مارشال؛ فأثار اختيارها هذا مفاجأة كبيرة إذ لم تكن على معرفة جيدة بأي منهما، رغم أن باركلي كان قد عرف والدها في شبابه المبكر. قال سويفت بشهامة إنه لم يحسد باركلي على توريثه، الادعاء الذي زال على أي حال كأنه لم يكن عندما رُفعت دعوى قضائية. والقصة التي تقول إن باركلي ومارشال أهملا شرطًا من شروط التوريث كان ينص على وجوب أن ينشرا المراسلات المتبادلة بين سويفت وفانيسا هي قصة غير صحيحة أغلب الظن.
في عام 1725، باشر باركلي مشروع تأسيس كلية في برمودا لتأهيل الكهنة والمبشرين في المستعمرة، وتخلى في سبيل متابعته لهذا المشروع عن منصب كبير الكهنة والدخل البالغ 1100 جنيه إسترليني الذي كان يرده منه.

### زواجه وإقامته في أمريكا
في عام 1728، تزوج باركلي من آن فورستر، ابنة جون فورستر-رئيس المحكمة الأيرلندية للدعاوى العامة- من زوجته الأولى ريبيكا مونك. وذهب باركلي عقب ذلك إلى أمريكا براتب سنوي كان مقداره مئة جنيه إسترليني. نزل إلى اليابسة قرب نيوبورت، رود آيلاند، حيث اشترى مزرعة واسعة في ميدلتاون - منزل «وايت هول» الشهير. وثمة مزاعم تقول إنه «أدخل هندسة بالاديو إلى أمريكا باستعارته تصميمًا من كتاب (تصاميم إنيغو جونز) لمؤلفه ]ويليام[ كينت من أجل أبواب منزله في رود آيلاند، وايت هول». واستقدم باركلي كذلك جون سميبرت إلى نيو إنغلاند، وهو الفنان البريطاني الذي «اكتشفه» في إيطاليا، والذي يُعتبر عمومًا الأب المؤسس لرسم البورتريه الأمريكي. وفي تلك الأثناء، وضع باركلي مخططات للمدينة النموذجية التي كان يعتزم تشييدها في برمودا، وعاش في المزرعة الواسعة منتظرًا وصول التمويل من أجل كليته، ولم يكن ذاك التمويل وشيكًا على أي حال، وفي عام 1732 غادر أمريكا وعاد إلى لندن. أنجب مع آن أطفالًا عاش أربعة منهم إلى ما بعد سن الرضاع، وهم: هنري وجورج وويليام وجوليا، إلى جانب اثنين آخرين على الأقل قضيا نحبهما رضيعين. وسببت وفاة ويليام في عام 1751 حزنًا جسيمًا لوالده.

## روابط خارجية
- جورج بيركلي على موقع الموسوعة البريطانية (الإنجليزية)
- جورج بيركلي على موقع إن إن دي بي (الإنجليزية)